# Кабанбай (Урджарський район)
Кабанба́й (каз. Қабанбай) — село у складі Урджарського району Абайської області Казахстану. Входить до складу Бестерецького сільського округу.
Населення — 371 особа (2021; 591 у 2009, 701 у 1999, 621 у 1989).
Національний склад станом на 1989 рік:
- казахи — 100 %

До 1993 року село називалось Кизилказах.